# Smokvica Krmpotska
Smokvica Krmpotska is een plaats in de gemeente Novi Vinodolski in de Kroatische provincie Primorje-Gorski Kotar. De plaats telt 48 inwoners (2001).